# Vastagcsőrű levélmadár
A vastagcsőrű levélmadár (Chloropsis sonnerati)  a madarak osztályának verébalakúak (Passeriformes) rendjébe és a levélmadárfélék (Chloropseidae) családjába tartozó faj.

## Előfordulása
Ázsia délkeleti részén Brunei, Indonézia, Malajzia, Mianmar, Szingapúr és Thaiföld területén honos.

## Alfajai
- Chloropsis sonnerati parvirostris
- Chloropsis sonnerati sonnerati
- Chloropsis sonnerati zosterops

## Megjelenése
Tollazata zöld, a hím arcrésze fekete.